# Francisco Rodríguez (futbolista argentino)
Francisco Rodríguez (nacido en Rosario el 29 de marzo de 1921) es un exfutbolista argentino. Se desempeñaba como delantero y su primer equipo fue Rosario Central.

## Carrera

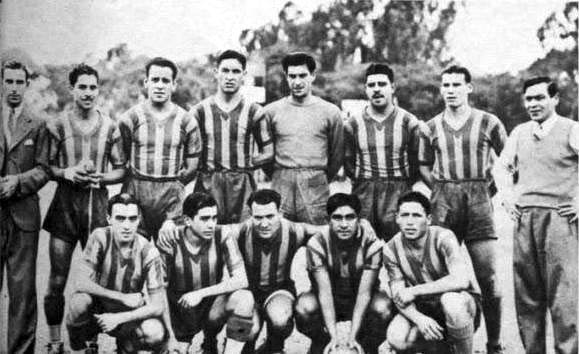
Rosario Central en 1939. Parados: Héctor Vidal, Raúl Martínez, Claro Rivero, Pedro Aráiz, Ignacio Díaz, Alfredo Fógel y Gerardo Rivas (entrenador); hincados: Salvador Laporta, Alejandrino Barrios, José Orlando Guerrero, Ricardo Cisterna y Francisco Rodríguez.

Su debut en el conjunto canalla se produjo durante 1938, último año del club jugando con su primer equipo en los torneos de la Asociación Rosarina de Fútbol. Su primer partido fue el disputado el día 8 de mayo en la igualdad en un tanto de Central frente a Tiro Federal por la primera fecha del Torneo Hermenegildo Ivancich, certamen de copa de la Rosarina. Rodríguez anotó el gol centralista. Ese mismo año se alzó con el título del torneo de liga, el Molinas. Rodríguez tuvo una importante participación en el clásico rosarino ante Newell's Old Boys (el último antes de que ambos equipos ingresaran a disputar los torneos de AFA) jugado el 13 de noviembre por la penúltima fecha en el Parque de la Independencia; marcó el único gol del partido, dejando a su equipo a las puertas del campeonato, que conseguiría en la última jornada. Compartió la línea ofensiva con Roberto D'Alessandro, Pedro de Blasi, Harry Hayes (hijo), Salvador Laporta, Aníbal Maffei, entre otros.
En 1939 se produjo el debut de Rosario Central en el Campeonato de Primera División de AFA, y si bien cayó derrotado ante Huracán 5-1, Rodríguez convirtió el gol canalla, siendo éste el primero en hacerlo en la nueva competencia del club. El cotejo se disputó el 19 de marzo; Rodríguez marcó seis tantos en el torneo. Al año siguiente jugó los dos primeros partidos del campeonato, siendo luego transferido a Atlanta. Dejó Rosario Central tras haber vestido su casaca en 32 partidos, convirtiendo 9 goles.
Su carrera en el Bohemio fue extensa, llegando a marcar 60 goles en dos ciclos. También tuvo un paso importante por Platense, intercalando un año en River Plate, club en el que no logró mayor continuidad pero formando parte igualmente del plantel campeón del Campeonato de Primera División 1947. Su estadística en AFA marca que disputó 325 partidos y marcó 97 goles.

## Clubes
| Club            | País      | Año       |
| --------------- | --------- | --------- |
| Rosario Central | Argentina | 1938-1940 |
| Unón            | Argentina | 1941-1943 |
| Atlanta         | Argentina | 1944-1946 |
| River Plate     | Argentina | 1947      |
| Platense        | Argentina | 1948-1951 |
| Atlanta         | Argentina | 1952      |

## Palmarés

### Títulos nacionales
| Equipo      | País      | Título           | Año  |
| ----------- | --------- | ---------------- | ---- |
| River Plate | Argentina | Primera División | 1947 |

### Títulos regionales
| Equipo          | País      | Título         | Año  |
| --------------- | --------- | -------------- | ---- |
| Rosario Central | Argentina | Torneo Molinas | 1938 |